# Olivadi
Olivadi je italská obec v provincii Catanzaro v oblasti Kalábrie.
V roce 2010 zde žilo 585 obyvatel.

## Sousední obce
Cenadi, Centrache, Petrizzi, San Vito sullo Ionio, Vallefiorita